# Midttrafik
Midttrafik er et dansk trafikselskab, der administrerer den kollektive trafik i Region Midtjylland. Midttrafik ejer busselskabet AarBus og aktiemajoriteten i Midtjyske Jernbaner, der ejer Lemvigbanen og driver trafikken på en statsbane mellem Skjern og Holstebro.

## Historie
Midttrafik, der oprettedes som følge af Strukturreformen, er en fusion af det tidligere Århus Sporveje, dele af Viborg Amts Fælleskommunale Trafikselskab (VAFT) og Vejle Amts Trafikselskab og trafikselskaberne i Århus og Ringkøbing Amter. Midttrafik startede operationerne den 1 Januar 2007.

## Produkter

### Letbane
Aarhus Letbane drifter, vedligeholder og optimerer Danmarks længste og første letbane.
Aarhus Letbane er et Interessentskab ejet af Aarhus Kommune og Region Midtjylland, der hver ejer 50 procent. Interessenterne har nedsat en bestyrelse til at varetage selskabets overordnede og strategiske ledelse. Bestyrelsen har ansat en direktion, der er ansvarlig for den daglige ledelse af selskabet. Direktionen understøttes af en ledergruppe.
Hovedopgaver:
- Infrastrukturforvalter af den samlede bane bestående af en nybygget bane i Aarhus by, en strækning mellem Aarhus H og Odder (Odderbanen) og en strækning fra Aarhus H til Grenaa (Grenaabanen).
- Levering af letbanetrafik til Midttrafik.
- Kontraktstyring af underleverandører.

### A-Busser
A-busser er en bustype med høj frekvens der kører i Aarhus og Randers der kører med høj frekvens, Busserne i Aarhus kører med ned til 6 minutters mellemrum hvorimod at Busserne i Randers kører med ned til 10 minutters mellemrum i spidsbelastningsperioderne. Disse typer af busruter indgår under byernes respektive bybussystemer.

### Bybusser
Midttrafik driver foruden A-busserne i Aarhus og Randers også almindelige bybus ruter der kører med noget lavere frekvens end A-busserne. I byerne Aarhus, Herning, Horsens, (Holstebro)*, Randers, Silkeborg, og Viborg kører bybusserne fra tidlig morgen (4.30 tiden) og til ud på aftenen. Busserne for det meste halvtimedrift i hele driftsdøgnet i disse byer. I enkelte tilfælde kan der på visse ruter dog køres med timedrift. På hverdage gælder det at der hovedsageligt er timedrift på hverdage efter klokken 19. I Weekender og helligdage køres der hovedsageligt timedrift, men 2 timedrift kan også finde sted.
I byerne Grenaa, Ikast, Odder (by), Skive, og Struer køres der også bybusser. I disse byer fungerer bybussystemerne mere eller mindre som et servicebuskoncept hovedsageligt med mindre busser og hovedsageligt er det en enkelt bus, der kører byens linjer. Linjerne kører hovedsageligt i timedrift, men halvtimedrift kan forekomme i morgenmyldretiden. Bybussystemerne kører ikke efter klokken 17.00
Bybusserne i Midttrafik er farvet gule.
*Se Holstebro under "Telebybus"

#### Telebybus
I Byerne Grenå, Holstebro og Skive kører der udover almindelig bybusbetjening også en såkaldt "Telebybus". Telebybussen fungerer på den måde, at der i byen er busbetjening efter klokken 17.00, hvis man ringer til bussen. Bussen afgår primært fra et knudepunkt i byen, hovedsageligt fra et sygehus eller en togstation for derefter at befordre passagerene til et reelt busstoppested nær den adresse, som man skal af ved. Det er derudover chaufføren, som tilrettelægger ruten og kørslen for at nå frem til det planlagte busstoppested. I Grenå kører Telebybussen ligeledes mellem klokken 09.30 og 14.30, når de to reelle bybuslinjer 1 og 2 holder pause hen over formiddagen. I Holstebro kører telebybussen efter klokken 18.00 på hverdage og indtil midnat. Om lørdagen er der betjening imellem klokken 15.00 og midnat. Der er ingen betjening af hverken bybusser eller telebybus om søndagen. I Skive kører telebybussen på hverdage efter klokken 18.00, når de fire almindelige bybuslinjer kører i garage, mens der ingen betjening er i weekenden. Telebybusserne i samtlige af byerne koster normal billettakst.
I Holstebro og Skive går betegnelsen "Telebybus" under navnet "Flextur" for Holstebros vedkommende og "Flextaxa" for Skives vedkommende, men overordnet er det det samme princip 

#### Servicebus
Servicebusserne betjente ældrecentre, biblioteker og indkøbscentre med busser, som er beregnet til ældre mennesker med plads til rollatorer og let påstigning. Servicebusserne kørte i Horsens med rute 12 og i Viborg med ruterne S1 og S2, som kørte imellem klokken 7.30 og 17.00 på hverdage.
Servicebuskonceptet blev i Horsens og Viborg nedlagt pr 25. juni 2023. I Horsens blev linje 12 nedlagt grundet igangsættelse af et nyt bybusnet. I Viborg skyldtes nedlæggelsen besparelser.

#### Natbusser
Natbusser er en bustype der kører natten efter fredag og lørdag i Aarhus. Busserne er nummereret som linjerne 40 - 46. Der er diskussion på kommunalt plan om, at natbusserne skal udrulles til at køre på alle ugens dage og udvides til at køre i et større tidsrum, end det nuværende natbussystem gør. Det koster ikke ekstra at køre med natbus.
Udover natbusserne i Aarhus køres der omkring jul også natbusser regionalt mellem byerne i Region Midtjylland samt internt i Silkeborg og Viborg by 

##### Udfasning af natbusgebyret
Mandag den 4. november 2024 besluttede Midttrafik sig, som det sidste af Danmarks trafikselskaber, at fjerne natbusgebyret. Gebyret betød, at der på natbussernes kørsel blev betalt dobbelttakst af en normal billet, så at for eksempel befordring i to zoner ville koste 48 kr, fremfor 24 kr.

### Regionale Busruter
De regionale busruter binder byerne i Region Midtjylland sammen på kryds og tværs af kommunerne. De starter for det meste i de større byer, før de fortsætter gennem mindre byer og ender i en anden større by. Eksempler på disse ruter er eksempelvis linje 200, som starter i Skanderborg, kører igennem Aarhus og slutter i Hinnerup. Et andet eksempel på regionale ruter er Xbusserne, der starter i de største byer og slutter i en anden storby eller et sted med et stort kundegrundlag, eksempelvis en lufthavn. Af disse eksempler har vi rute 912X, der knytter Aarhus sammen med Billund Lufthavn.
Disse ruter finansieres af Region Midtjylland.

#### X-busser
X-busserne er et koncept med hurtige regionale busrute, som kører på tværs af alle regionerne i Jylland og udelukkende forbinder de største af byerne i Region Midtjylland. De seneste år er der sket store besparelser på X-bus-området, hvor blandt andet en af besparelserne var linje 918X imellem Aarhus og Randers, som blev nedlagt og erstattet af linje 118 Denne nedlæggelse har skabt en del avisoverskrifter.
X-busserne kan kendes på et have et stort Xbus logo på siden af busserne, der betjener ruterne.
To X-busser i Midttrafiks område er lufthavnsbusser til Billund Lufthavn (912X) og Aarhus Lufthavn (925X).

### Lokale busruter og speciale ruter
Lokale busruter er ruter, der primært betjener  inden for kommunegrænserne, men de kan også i flere tilfælde krydse kommunegrænser. Sådanne ruter betjener primært de største byers oplandsbyer og bringer disse byers passagerer ind til de store byer, hvor der kan skiftes til regionale linjer eller bybusser. Af eksempler på en lokal oplandslinje, der både krydser regions- og kommunegrænse er linje 237 i Randers kommune, som kører mellem Hadsund og Randers. Af eksempler på en normal lokalrute er linje 314, der holder sig inde for Favrskov Kommune.

#### Specielle ruter
Midttrafik driver ligesom Nordjyllands Trafikselskab et par ruter, der kun kører ved særlige lejligheder. I Midttrafik drejer det sig dog kun om buslinje 400, som kører mellem Ryomgård og Djurs Sommerland på sommerlandets åbningsdage.

## Midtjyske Jernbaner
Foruden Bustrafik så har Midttrafik også ansvaret for togtrafiken underlagt Midtjyske Jernbaner der driver jernbanestrækningerne mellem Thyborøn og Vemb. Den 13 December 2020 overtog Midtjyske Jernbaner ligeså jernbanedriften imellem Holstebro og Skjern fra Arriva der havde drevet trafikken siden starten af det 20 århundrede.
Tidligere ejede Midtjyske Jernbaner også privatbanen Odderbanen(HHJ)

## Midttrafiks overordnede opgaver
- Indkøb af offentlig servicetrafik
- Skabe mobilitet og hørings udkast [18]
- Fastlæggelse af rutenet og køreplaner for lokal og regional bustrafik ud fra kommunernes og regionens ønske og koordineret, så trafikken udgør et sammenhængende tilbud for kunderne inden for trafikselskabet og på tværs af trafikselskaber
- Udarbejdelse af en trafikplan, der hænger sammen med statens, og som udtrykker regionens og kommunernes politiske/økonomiske målsætninger for den offentlige servicetrafik
- Fastsættelse af takstsystem, takster og billetteringssystem for den trafik, der varetages af trafikselskabet
- Individuel handicapkørsel for svært bevægelseshæmmede. Herudover kan region og kommuner vælge at lade trafikselskabet udføre individuel personbefordring som følge af anden lovgivning
- Trafikkøber og infrastruktur forvalter på privatbaneområdet.

### Midttrafiks prisområder
Midttrafik er inddelt i 3 prisområder, der nogenlunde svarer til de gamle trafikselskabers områder:
- (MTØ) Midttrafik Øst: Aarhus, Silkeborg, Skanderborg, Odder, Favrskov, Randers, Syddjurs, Norddjurs, Samsø, Horsens og Hedensted kommuner.
- (MTV) Midttrafik Vest: Herning, Ikast Brande, Ringkøbing-Skjern, Holstebro, Lemvig og Struer kommuner.
- (MTM) Midttrafik Midt: Viborg og Skive kommuner

Tidligere fandtes der også et (MTS) = Midttrafik Syd der dækkede Horsens og Hedensted kommuner men disse områder blev lagt sammen med takstområde øst, Takstområde Syd blev sløjfet den 18 Marts 2018
Prisområderne forsvandt med takstreformen TakstVest i 2017. De bruges dog stadig i forbindelse med Ungdomskortet.

## Midttrafik i tal
|                            | 2015       | 2016       |
| -------------------------- | ---------- | ---------- |
| Køreplantimer pr. år       | 2 mio.     | 2 mio.     |
| Kontraktbusser             | 888        | 905        |
| Ruter                      | 652        | 628        |
| Udgifter                   | 1.409 mio. | 1.377 mio. |
| Indtægter                  | 703 mio.   | 709 mio.   |
| Udgifter pr. køreplantime  | 705        | 680        |
| Indtægter pr. køreplantime | 352        | 350        |
| Selvfinansieringsgrad      | 50%        | 51%        |

| Rutetype                      | Antal ruter | Antal passagerer |
| ----------------------------- | ----------- | ---------------- |
| Bybusser                      | 164         | 46.6 mio.        |
| Regionale ruter               | 89          | 15.1 mio.        |
| Lokalruter                    | 136         | 3.3 mio.         |
| Rabatruter/åbne skolebusruter | 239         |                  |
| I ALT                         | 628         | 65. mio.         |

Du kan læse opdaterede tal i Midttrafiks årsberetning 2025 og Midttrafiks årsrapport 2025

## Billetmuligheder
- Dagsbillet Aarhus: - Rejs internt i Aarhus kommune for 49kr, billetten gælder frem til klokken 23.59
- Enkeltbillet: Kan købes i bussen og prisen starter fra 22kr og stiger 10kr pr ekstra zone
- Rejsekort: Kan benyttes ved stortset alle trafikselskaber i Danmark
- Klippekort: De fysiske Klippekort er udfaset for flere år siden en Midttrafik tilbyder klippekort igennem deres blletapp. Salg af digitale klippekort i Midttrafik app stopper 30. september.
- Midttrafik travelpass: Rejs i hele region Midtjylland fra 162kr for 24timer, 240kr for 48timer og 320 for 72timer (Billetten er udfaset og erstattet med Dagsbillet Midtjylland, der giver fri rejse hele dagen i Region Midtjylland for 99 kr. )
- Djurs Sommerland billet: Koster 355 kr og giver adgang til gratis transport og entré til sommerlandet.[23]

## Busselskaberne
Per 1. januar 2018 kører disse busselskaber regionale/lokale ruter (blå busser) og bybus (gule busser) for Midttrafik.
- Arriva Danmark A/S
- Brande Buslinier ApS / Herning Turist
- Brøchners Biler
- Busselskabet Aarhus Sporveje
- De Blaa Busser(Umove Skive) (Jens Jensen og Sønner A/S)
- De Grønne Busser
- De Gule Busser
- Engesvang Turistfart I/S
- Faarup Rute- og Turistbusser
- Grethes Busser
- Grund Taxi og Turistbusser
- Holstebro Turistbusser
- Jørns Busser
- Keolis
- Ketty og Villy's Buslinier
- Lemvig Turist (Bæks Bus)
- Malling Turistbusser ApS
- Midtbus Jylland
- Mørups Turistfart ApS
- Nobina Danmark A/S
- Rougsø Buslinier ApS
- Ry Bussen
- Silkebus
- Skave Turistfart A/S
- Skjern Bilen Gruppen (Herning Bilen)
- Svidt Rutebiler A/S
- Tide Bus Danmark
- TK-Bus
- Todbjerg Busser A/S
- U-move Vest
- Venø Bussen

Listen med busselskaber bliver opdateret hvert år her: Busselskaberne

## Busdesign
På et bestyrelsesmøde 23. marts 2007 besluttedes det, at Midttrafiks farver skal være blå for rutebiler og gul for bybusser. Disse farver benyttedes i forvejen af rutebilerne i det tidligere Århus Amt hhv. bybusserne hos det tidligere Århus Sporveje.

### Bybusser
Lakeres i farven RAL 1005.

### Regional- og lokalbusser
Lakeres i farven RAL 5012.

### X-Busser
Lakeres i farven RAL 5015.

### Lufthavnsbusser
Lakeres i farven RAL 5015.

## Galleri
- Midttrafik Regional rute 117 på Randersvej i Aarhus
- Tidligere Xbus linje 918X på Europaplads i Aarhus. Linjen blev lagt sammen med rute 118 i 2021
- På nogle af de ældre udbudskontrakter måtte vognmændene stadigvæk kører rundt med busser i deres eget design, her fx Bent Thykjær rute 150 i Herning
- I Aarhus benyttes på linje 100 ledbusser imellem Hornslet og Odder da denne regionalrute er meget godt benyttet
- Aarhus Rutebilsstation før renoveringen i 2020/2021. her linje 918X
- Rutebiler på Herning Station
- Herning bybuslinje 6 på Herning Station og Busterminal
- Horsens Bybuslinje 2 på Horsens Trafikterminal